# Acrodontium antarcticum
Acrodontium antarcticum är en svampart som beskrevs av Cabello 1989. Acrodontium antarcticum ingår i släktet Acrodontium, divisionen sporsäcksvampar och riket svampar.   Inga underarter finns listade i Catalogue of Life.